# Liste der Weltmeister im Skeleton
Die Liste der Weltmeister im Skeleton verzeichnet alle Weltmeister sowie alle auf den Medaillenrängen platzierten Sportler seit der ersten Austragung des Wettbewerbes. Skeleton-Weltmeisterschaften wurden für Männer erstmals 1982 in St. Moritz ausgetragen. Nach einer siebenjährigen Pause werden sie seit 1989 regelmäßig jährlich ausgetragen, wenn im betreffenden Jahr keine Olympischen Spiele ausgetragen werden. Für Frauen gibt es die Weltmeisterschaften seit 2000. Seit 2007 wird außerdem ein gemischter Teamwettbewerb gemeinsam mit den Bobsportlern ausgetragen. 2020 wurde zum ersten Mal ein Mixwettbewerb nur im Skeleton ausgetragen, dafür entfiel der Teamwettbewerb mit den Bobsportlern.
Die Wettbewerbe werden sowohl bei den Männern als auch bei den Frauen nur in einer einzigen Klasse durchgeführt. Sieger ist, wer in der Addition aller vier Wertungsläufe die geringste Zeit zum Zurücklegen der Strecke im Eiskanal benötigte. Erfolgreichste Nationen sind Deutschland, die Schweiz, Kanada, Österreich, Lettland und die USA, die den Großteil der Medaillen bei den Weltmeisterschaften und zumeist auch anderen internationalen Wettbewerben unter sich ausmachten.

## Wettbewerbe

### Einer der Männer
| WM               | Gold                 | Silber                           | Bronze               |
| ---------------- | -------------------- | -------------------------------- | -------------------- |
| 1982 St. Moritz  | Gert Elsässer        | Nico Baracchi                    | Alain Wicki          |
| 1989 St. Moritz  | Alain Wicki          | Christian Auer                   | Franz Plangger       |
| 1990 Königssee   | Michael Grünberger   | Andy Schmid                      | Gregor Stähli        |
| 1991 Igls        | Christian Auer       | Andy Schmid                      | Michael Grünberger   |
| 1992 Calgary     | Bruce Sandford       | Gregor Stähli                    | Christian Auer       |
| 1993 La Plagne   | Andy Schmid          | Franz Plangger                   | Gregor Stähli        |
| 1994 Altenberg   | Gregor Stähli        | Christian Auer                   | Ryan Davenport       |
| 1995 Lillehammer | Jürg Wenger          | Andy Schmid                      | Franz Plangger       |
| 1996 Calgary     | Ryan Davenport       | Franz Plangger                   | Christian Auer       |
| 1997 Lake Placid | Ryan Davenport       | Jim Shea                         | Chris Soule          |
| 1998 St. Moritz  | Willi Schneider      | Alain Wicki                      | Felix Poletti        |
| 1999 Altenberg   | Jim Shea             | Andy Böhme                       | Willi Schneider      |
| 2000 Igls        | Andy Böhme           | Gregor Stähli                    | Jim Shea Alex Müller |
| 2001 Calgary     | Martin Rettl         | Jeff Pain                        | Lincoln DeWitt       |
| 2003 Nagano      | Jeff Pain            | Chris Soule                      | Brady Canfield       |
| 2004 Königssee   | Duff Gibson          | Florian Grassl                   | Frank Kleber         |
| 2005 Calgary     | Jeff Pain            | Gregor Stähli                    | Duff Gibson          |
| 2007 St. Moritz  | Gregor Stähli        | Eric Bernotas                    | Zach Lund            |
| 2008 Altenberg   | Kristan Bromley      | Jon Montgomery                   | Frank Rommel         |
| 2009 Lake Placid | Gregor Stähli        | Adam Pengilly                    | Alexander Tretjakow  |
| 2011 Königssee   | Martins Dukurs       | Alexander Tretjakow              | Frank Rommel         |
| 2012 Lake Placid | Martins Dukurs       | Frank Rommel                     | Ben Sandford         |
| 2013 St. Moritz  | Alexander Tretjakow  | Martins Dukurs                   | Sergei Tschudinow    |
| 2015 Winterberg  | Martins Dukurs       | Alexander Tretjakow              | Tomass Dukurs        |
| 2016 Igls        | Martins Dukurs       | Alexander Tretjakow Yun Sung-bin |                      |
| 2017 Königssee   | Martins Dukurs       | Axel Jungk                       | Nikita Tregubow      |
| 2019 Whistler    | Martins Dukurs       | Nikita Tregubow                  | Yun Sung-bin         |
| 2020 Altenberg   | Christopher Grotheer | Axel Jungk                       | Alexander Gassner    |
| 2021 Altenberg   | Christopher Grotheer | Alexander Tretjakow              | Alexander Gassner    |
| 2023 St. Moritz  | Matt Weston          | Amedeo Bagnis                    | Jung Seung-gi        |
| 2024 Winterberg  | Christopher Grotheer | Matt Weston                      | Yin Zheng            |
| 2025 Lake Placid | Matt Weston          | Marcus Wyatt                     | Axel Jungk           |

### Einer der Frauen
| WM               | Gold                | Silber                | Bronze                |
| ---------------- | ------------------- | --------------------- | --------------------- |
| 2000 Igls        | Steffi Hanzlik      | Mellisa Hollingsworth | Tricia Stumpf         |
| 2001 Calgary     | Maya Pedersen-Bieri | Alexandra Coomber     | Tricia Stumpf         |
| 2003 Nagano      | Michelle Kelly      | Jekaterina Mironowa   | Tristan Gale          |
| 2004 Königssee   | Diana Sartor        | Lindsay Alcock        | Kerstin Jürgens       |
| 2005 Calgary     | Maya Pedersen-Bieri | Noelle Pikus-Pace     | Michelle Kelly        |
| 2007 St. Moritz  | Noelle Pikus-Pace   | Maya Pedersen-Bieri   | Katie Uhlaender       |
| 2008 Altenberg   | Anja Huber          | Katie Uhlaender       | Kerstin Jürgens       |
| 2009 Lake Placid | Marion Trott        | Amy Williams          | Kerstin Szymkowiak    |
| 2011 Königssee   | Marion Thees        | Anja Huber            | Mellisa Hollingsworth |
| 2012 Lake Placid | Katie Uhlaender     | Mellisa Hollingsworth | Elizabeth Yarnold     |
| 2013 St. Moritz  | Shelley Rudman      | Noelle Pikus-Pace     | Sarah Reid            |
| 2015 Winterberg  | Elizabeth Yarnold   | Jacqueline Lölling    | Elisabeth Vathje      |
| 2016 Igls        | Tina Hermann        | Janine Flock          | Jelena Nikitina       |
| 2017 Königssee   | Jacqueline Lölling  | Tina Hermann          | Elizabeth Yarnold     |
| 2019 Whistler    | Tina Hermann        | Jacqueline Lölling    | Sophia Griebel        |
| 2020 Altenberg   | Tina Hermann        | Marina Gilardoni      | Janine Flock          |
| 2021 Altenberg   | Tina Hermann        | Jacqueline Lölling    | Jelena Nikitina       |
| 2023 St. Moritz  | Susanne Kreher      | Kimberley Bos         | Mirela Rahneva        |
| 2024 Winterberg  | Hallie Clarke       | Kim Meylemans         | Hannah Neise          |
| 2025 Lake Placid | Kimberley Bos       | Mystique Ro           | Anna Fernstädt        |

### Team
2007 wurde erstmals ein Mannschaftswettbewerb bei den Weltmeisterschaften in St. Moritz durchgeführt. Dabei wird je Geschlecht ein Zweierbob und ein Skeletonpilot (hier groß dargestellt) eingesetzt, die jeweils einen Wertungslauf fahren, deren Zeiten dann zu einer Gesamtzeit addiert werden. Seit 2011 können die stärksten Nationen zwei Teams an den Start bringen.
| WM               | Gold | Silber | Bronze |
| ---------------- | --- | --- | --- |
| 2007 St. Moritz  | Deutschland Frank Kleber Monique Riekewald Sandra Kiriasis Berit Wiacker Karl Angerer Marc Kühne                    | Vereinigte Staaten Eric Bernotas Noelle Pikus-Pace Erin Pac Emily Azevedo Mike Kohn Curtis Tomasevicz                       | Schweiz Gregor Stähli Maya Pedersen-Bieri Sabina Hafner Katharina Sutter Ivo Rüegg Thomas Lamparter                           |
| 2008 Altenberg   | Deutschland Sebastian Haupt Anja Huber Sandra Kiriasis Berit Wiacker Matthias Höpfner Alexander Mann                | Kanada Jon Montgomery Michelle Kelly Kaillie Humphries Jenni Hucul Lyndon Rush Nathan Cross                                 | Vereinigte Staaten Katie Uhlaender Zach Lund Erin Pac Emily Azevedo Steven Holcomb Curtis Tomasevicz                          |
| 2009 Lake Placid | Deutschland Frank Rommel Marion Trott Sandra Kiriasis Patricia Polifka Thomas Florschütz Andreas Barucha            | Schweiz Gregor Stähli Maya Pedersen-Bieri Sabina Hafner Anne Dietrich Ivo Rüegg Cédric Grand                                | Vereinigte Staaten Eric Bernotas Katie Uhlaender Shauna Rohbock Valerie Fleming Steven Holcomb Justin Olsen                   |
| 2011 Königssee   | Deutschland II Mirsad Halilovic Marion Thees Sandra Kiriasis Stephanie Schneider Francesco Friedrich Florian Becke  | Deutschland I Frank Rommel Anja Huber Cathleen Martini Kristin Steinert Karl Angerer Alexander Mann                         | Kanada Jon Montgomery Mellisa Hollingsworth Kaillie Humphries Heather Moyse Lyndon Rush Cody Sorensen                         |
| 2012 Lake Placid | Vereinigte Staaten I Matthew Antoine Katie Uhlaender Elana Meyers Emily Azevedo Steven Holcomb Justin Olsen         | Deutschland I Frank Rommel Marion Thees Sandra Kiriasis Berit Wiacker Maximilian Arndt Steven Deja                          | Kanada I John Fairbairn Mellisa Hollingsworth Kaillie Humphries Emily Baadsvik Justin Kripps Timothy Randall                  |
| 2013 St. Moritz  | Vereinigte Staaten I John Daly Noelle Pikus-Pace Elana Meyers Lolo Jones Steven Holcomb Curtis Tomasevicz           | Deutschland I Frank Rommel Marion Thees Sandra Kiriasis Sarah Noll Francesco Friedrich Gino Gerhardi                        | Kanada I Eric Neilson Sarah Reid Kaillie Humphries Chelsea Valois Lyndon Rush Cody Sorensen                                   |
| 2015 Winterberg  | Deutschland I Axel Jungk Tina Hermann Cathleen Martini Lisette Thöne Francesco Friedrich Martin Grothkopp           | Deutschland II Christopher Grotheer Anja Selbach Anja Schneiderheinze Franziska Bertels Johannes Lochner Gregor Bermbach    | Russland I Alexander Tretjakow Marija Orlowa Alexandra Rodionowa Nadeschda Palejewa Alexander Kasjanow Ilwir Chusin           |
| 2016 Igls        | Deutschland I Axel Jungk Tina Hermann Anja Schneiderheinze Annika Drazek Johannes Lochner Tino Paasche              | Russland I Alexander Tretjakow Jelena Nikitina Alexandra Rodionowa Julija Schokschujewa Alexander Kasjanow Maxim Mokroussow | Österreich I Matthias Guggenberger Janine Flock Christina Hengster Sanne Dekker Benjamin Maier Dănuț Moldovan                 |
| 2017 Königssee   | Deutschland I Axel Jungk Jacqueline Lölling Mariama Jamanka Franziska Bertels Johannes Lochner Christian Rasp       | Deutschland II Christopher Grotheer Tina Hermann Stephanie Schneider Lisa Marie Buckwitz Nico Walther Philipp Woberto       | Internationales Mixteam Alexander Gassner Anna Fernstädt Maria Adela Constantin Andreea Grecu Richard Oelsner Marc Rademacher |
| 2019 Whistler    | Deutschland II Christopher Grotheer Sophia Griebel Anna Köhler Lisa-Sophie Gericke Johannes Lochner Marc Rademacher | Kanada I David Greszczyszyn Mirela Rahneva Christine de Bruin Kristen Bujnowski Nicholas Poloniato Joyce Keefer             | Vereinigte Staaten II Greg West Savannah Graybill Brittany Reinbolt Jessica Davisi Geoffrey Gadbois Kristopher Horn           |

### Mixwettbewerb
Dieser Wettbewerb wurde 2020 erstmals ausgetragen und ersetzte den Teamwettbewerb mit den Bobsportlern. In diesem Wettbewerb traten ein männlicher und weiblicher Skeleton im Team an.
| WM               | Gold                                            | Silber                                          | Bronze                                                       |
| ---------------- | ----------------------------------------------- | ----------------------------------------------- | ------------------------------------------------------------ |
| 2020 Altenberg   | DeutschlandJacqueline Lölling Alexander Gassner | KanadaJane Channell David Greszczyszyn          | ItalienValentina Margaglio Mattia Gaspari                    |
| 2021 Altenberg   | DeutschlandTina Hermann Christopher Grotheer    | DeutschlandJacqueline Lölling Alexander Gassner | Bobsportverband RusslandsJelena Nikitina Alexander Tretjakow |
| 2023 St. Moritz  | DeutschlandSusanne Kreher Christopher Grotheer  | GroßbritannienLaura Deas Matt Weston            | GroßbritannienBrogan Crowley Craig Thompson                  |
| 2024 Winterberg  | DeutschlandHannah Neise Christopher Grotheer    | GroßbritannienTabitha Stoecker Matt Weston      | DeutschlandJacqueline Pfeifer Axel Jungk                     |
| 2025 Lake Placid | Vereinigte StaatenMystique Ro Austin Florian    | GroßbritannienTabitha Stoecker Matt Weston      | Volksrepublik ChinaZhao Dan Lin Qinwei                       |

## Medaillengewinner
- Platzierung: Reihenfolge der Athleten. Diese wird durch die Anzahl der Goldmedaillen bestimmt. Bei gleicher Anzahl werden die Silbermedaillen verglichen und anschließend die errungenen Bronzemedaillen.
- Name: Name des Athleten.
- Land: Das Land, für das der Athlet startete.
- Von: Das Jahr, in dem der Athlet die erste Medaille gewonnen hat.
- Bis: Das Jahr, in dem der Athlet die letzte Medaille gewonnen hat.
- Gold: Anzahl der gewonnenen Goldmedaillen.
- Silber: Anzahl der gewonnenen Silbermedaillen.
- Bronze: Anzahl der gewonnenen Bronzemedaillen.
- Gesamt: Anzahl aller gewonnenen Medaillen.
- Teammedaillen werden nur für Skeletonpiloten gewertet.

### Männer
| Platz | Name                 | Land               | Von  | Bis  | Gold | Silber | Bronze | Gesamt |
| ----- | -------------------- | ------------------ | ---- | ---- | ---- | ------ | ------ | ------ |
| 1.    | Christopher Grotheer | Deutschland        | 2019 | 2024 | 7    | 2      | –      | 9      |
| 2.    | Martins Dukurs       | Lettland           | 2011 | 2019 | 6    | 1      | –      | 7      |
| 3.    | Gregor Stähli        | Schweiz            | 1990 | 2009 | 3    | 4      | 3      | 10     |
| 4.    | Axel Jungk           | Deutschland        | 2015 | 2025 | 3    | 2      | 2      | 7      |
| 5.    | Matt Weston          | Großbritannien     | 2023 | 2025 | 2    | 4      | –      | 6      |
| 6.    | Jeff Pain            | Kanada             | 2001 | 2005 | 2    | 1      | –      | 3      |
| 7.    | Ryan Davenport       | Kanada             | 1995 | 1997 | 2    | –      | 1      | 3      |
| 8.    | Alexander Tretjakow  | Russland           | 2009 | 2021 | 1    | 5      | 3      | 9      |
| 9.    | Frank Rommel         | Deutschland        | 2008 | 2013 | 1    | 4      | 2      | 7      |
| 10.   | Andy Schmid          | Österreich         | 1990 | 1994 | 1    | 3      | –      | 4      |
| 11.   | Christian Auer       | Österreich         | 1989 | 1996 | 1    | 2      | 2      | 5      |
| 12.   | Alexander Gassner    | Deutschland        | 2020 | 2021 | 1    | 1      | 1      | 3      |
| 12.   | Jim Shea             | Vereinigte Staaten | 1997 | 2000 | 1    | 1      | 1      | 3      |
| 12.   | Alain Wicki          | Schweiz            | 1982 | 1999 | 1    | 1      | 1      | 3      |
| 15.   | Andy Böhme           | Deutschland        | 1998 | 2000 | 1    | 1      | –      | 2      |
| 16.   | Duff Gibson          | Kanada             | 2004 | 2005 | 1    | –      | 1      | 2      |
| 16.   | Michael Grünberger   | Österreich         | 1990 | 1991 | 1    | –      | 1      | 2      |
| 16.   | Willi Schneider      | Deutschland        | 1998 | 1999 | 1    | –      | 1      | 2      |
| 16.   | Frank Kleber         | Deutschland        | 2004 | 2007 | 1    | –      | 1      | 2      |
| 20.   | Matthew Antoine      | Vereinigte Staaten | 2012 | 2012 | 1    | –      | –      | 1      |
| 20.   | Kristan Bromley      | Großbritannien     | 2008 | 2008 | 1    | –      | –      | 1      |
| 20.   | John Daly            | Vereinigte Staaten | 2013 | 2013 | 1    | –      | –      | 1      |
| 20.   | Gert Elsässer        | Österreich         | 1982 | 1982 | 1    | –      | –      | 1      |
| 20.   | Mirsad Halilovic     | Deutschland        | 2011 | 2011 | 1    | –      | –      | 1      |
| 20.   | Sebastian Haupt      | Deutschland        | 2008 | 2008 | 1    | –      | –      | 1      |
| 20.   | Martin Rettl         | Österreich         | 2001 | 2001 | 1    | –      | –      | 1      |
| 20.   | Bruce Sandford       | Neuseeland         | 1992 | 1992 | 1    | –      | –      | 1      |
| 20.   | Jürg Wenger          | Schweiz            | 1995 | 1995 | 1    | –      | –      | 1      |
| 20.   | Austin Florian       | Vereinigte Staaten | 2025 | 2025 | 1    | –      | –      | 1      |

### Frauen
| Platz | Name                | Land                   | Von  | Bis  | Gold | Silber | Bronze | Gesamt |
| ----- | ------------------- | ---------------------- | ---- | ---- | ---- | ------ | ------ | ------ |
| 1.    | Tina Hermann        | Deutschland            | 2015 | 2021 | 7    | 2      | –      | 9      |
| 2.    | Marion Thees        | Deutschland            | 2009 | 2013 | 4    | 2      | –      | 6      |
| 3.    | Jacqueline Pfeifer  | Deutschland            | 2015 | 2024 | 3    | 5      | –      | 8      |
| 4.    | Noelle Pikus-Pace   | Vereinigte Staaten     | 2005 | 2013 | 2    | 3      | –      | 5      |
| 4.    | Anja Huber          | Deutschland            | 2008 | 2015 | 2    | 3      | –      | 5      |
| 6.    | Maya Pedersen-Bieri | Schweiz                | 2001 | 2009 | 2    | 2      | 1      | 5      |
| 7.    | Katie Uhlaender     | Vereinigte Staaten     | 2007 | 2012 | 2    | 1      | 3      | 6      |
| 8.    | Susanne Kreher      | Deutschland            | 2023 | 2023 | 2    | –      | –      | 2      |
| 9.    | Michelle Kelly      | Kanada                 | 2003 | 2005 | 1    | 1      | 1      | 3      |
| 10.   | Kimberley Bos       | Niederlande            | 2023 | 2025 | 1    | 1      | −      | 2      |
| 11.   | Elizabeth Yarnold   | Vereinigtes Königreich | 2013 | 2017 | 1    | –      | 2      | 3      |
| 12.   | Hallie Clarke       | Kanada                 | 2024 | 2024 | 1    | –      | –      | 1      |
| 12.   | Sophia Griebel      | Deutschland            | 2019 | 2019 | 1    | –      | –      | 1      |
| 12.   | Steffi Hanzlik      | Deutschland            | 2000 | 2000 | 1    | –      | –      | 1      |
| 12.   | Monique Riekewald   | Deutschland            | 2007 | 2007 | 1    | –      | –      | 1      |
| 12.   | Shelley Rudman      | Vereinigtes Königreich | 2013 | 2013 | 1    | –      | –      | 1      |
| 12.   | Diana Sartor        | Deutschland            | 2004 | 2004 | 1    | –      | –      | 1      |
| 12.   | Mystique Ro         | Vereinigte Staaten     | 2025 | 2025 | 1    | –      | –      | 1      |

## Nationenwertungen
Der Teamwettbewerb ist nur in der Gesamtliste berücksichtigt.

### Gesamt
| Platz | Land                   | Gold | Silber | Bronze | Gesamt |
| ----- | ---------------------- | ---- | ------ | ------ | ------ |
| 1.    | Deutschland            | 28   | 16     | 13     | 57     |
| 2.    | Kanada                 | 7    | 8      | 10     | 25     |
| 3.    | Schweiz                | 7    | 8      | 5      | 20     |
| 4.    | Vereinigte Staaten     | 6    | 8      | 12     | 26     |
| 5.    | Lettland               | 6    | 1      | 1      | 8      |
| 6.    | Österreich             | 5    | 8      | 8      | 21     |
| 7.    | Vereinigtes Königreich | 5    | 8      | 2      | 15     |
| 8.    | Russland               | 1    | 7      | 7      | 15     |
| 9.    | Niederlande            | 1    | 1      | –      | 2      |
| 10.   | Neuseeland             | 1    | –      | 1      | 2      |
| 11.   | Südkorea               | –    | 1      | 2      | 3      |
| 12.   | Italien                | –    | 1      | 1      | 2      |
| 13.   | Belgien                | –    | 1      | –      | 1      |
| 14.   | Volksrepublik China    | –    | –      | 2      | 2      |
| 15.   | Internationales Team   | –    | –      | 1      | 1      |
| 15.   | Tschechien             | –    | –      | 1      | 1      |

### Männer
| Platz | Land                   | Gold | Silber | Bronze | Gesamt |
| ----- | ---------------------- | ---- | ------ | ------ | ------ |
| 1.    | Lettland               | 6    | 1      | 1      | 8      |
| 2.    | Österreich             | 5    | 7      | 6      | 18     |
| 3.    | Deutschland            | 5    | 5      | 7      | 17     |
| 4.    | Schweiz                | 5    | 5      | 4      | 14     |
| 5.    | Kanada                 | 5    | 2      | 2      | 9      |
| 6.    | Vereinigtes Königreich | 3    | 3      | –      | 6      |
| 7.    | Russland               | 1    | 5      | 3      | 9      |
| 8.    | Vereinigte Staaten     | 1    | 3      | 5      | 9      |
| 9.    | Neuseeland             | 1    | –      | 1      | 2      |
| 10.   | Südkorea               | –    | 1      | 2      | 3      |
| 11.   | Italien                | –    | 1      | –      | 1      |
| 12.   | Volksrepublik China    | –    | –      | 1      | 1      |

### Frauen
| Platz | Land                   | Gold | Silber | Bronze | Gesamt |
| ----- | ---------------------- | ---- | ------ | ------ | ------ |
| 1.    | Deutschland            | 11   | 5      | 5      | 21     |
| 2.    | Vereinigte Staaten     | 2    | 4      | 4      | 10     |
| 3.    | Kanada                 | 2    | 3      | 5      | 10     |
| 4.    | Vereinigtes Königreich | 2    | 2      | 2      | 6      |
| 5.    | Schweiz                | 2    | 2      | –      | 4      |
| 6.    | Niederlande            | 1    | 1      | –      | 2      |
| 7.    | Russland               | –    | 1      | 2      | 3      |
| 8.    | Österreich             | –    | 1      | 1      | 2      |
| 9.    | Belgien                | –    | 1      | –      | 1      |
| 10.   | Tschechien             | –    | −      | 1      | 1      |